# Центральний (готель, Івано-Франківськ)

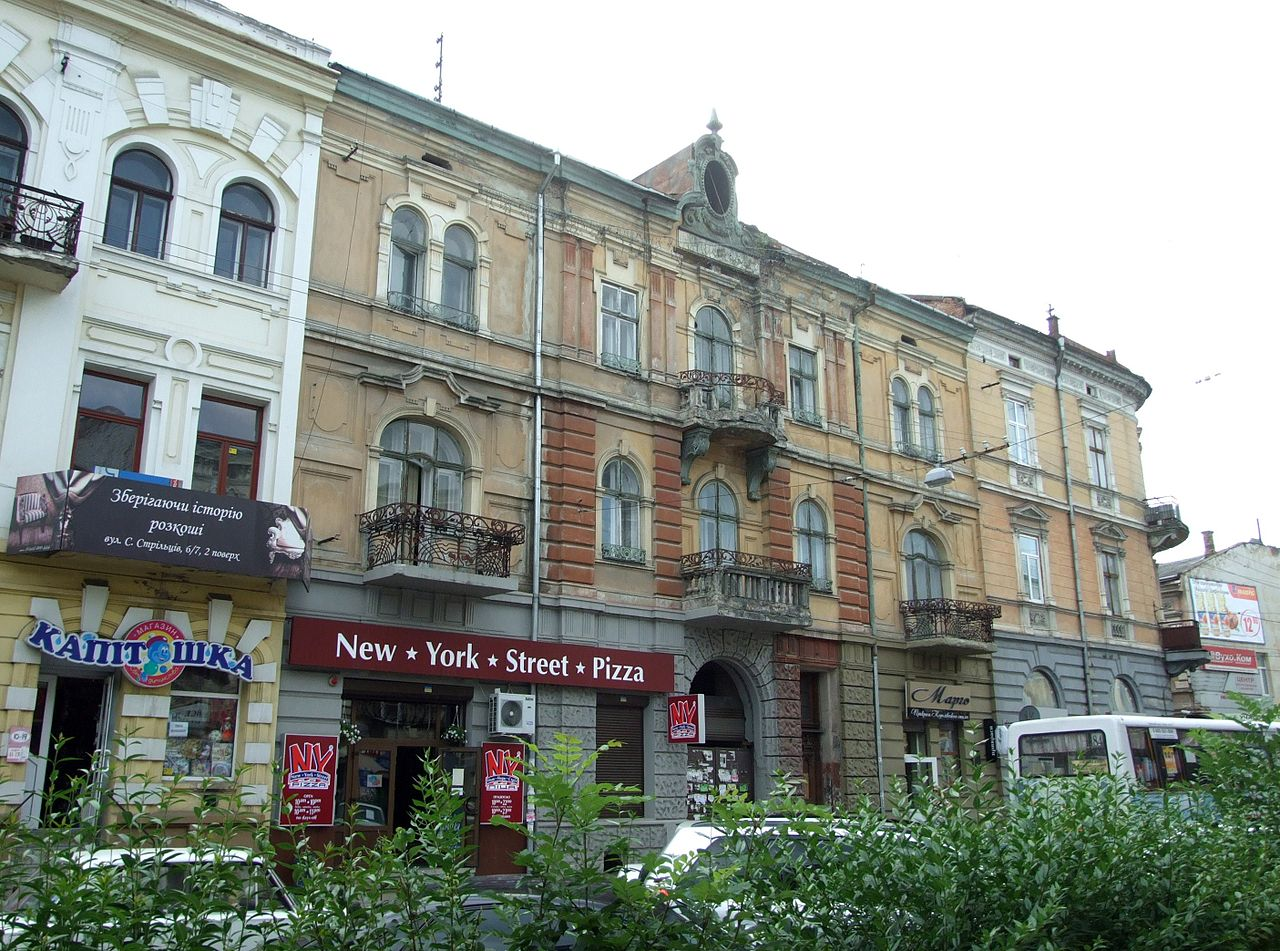
Готель «Центральний»

Готель «Центральний» — один з готелів міста Станіславова (нині Івано-Франківськ), який функціонував у міжвоєнний період.

## Розташування
Будівля розташована в Івано-Франківську на вулиці Січових Стрільців (колись — Станіславів, вулиця Собеського 4). Вулиця належить до найдавніших у місті і бере свій початок від XVIII століття. Колись називалася Широка, а в 1884 році її перейменували на Собеського — на честь польського короля Яна ІІІ Собеського, який прославився блискучими перемогами над турками, і кілька разів відвідав Станиславів. Починаючи з лютого 1991 вулицю перейменовано на Січових Стрільців (одне воєнних формувань армії УНР).

## Історична довідка
Від початку XIX ст. до 1870-х на цій ділянці стояв будинок вірменського купця Вікентія Аксентовича, а згодом його придбав друкар Іван Данкевич. Наступним власником будинку став Леон Кесслер. В липні 1903 р. він оголосив про початок будівництва готелю. І вже в травні 1904 року готель «Центральний» був відкритий.

Австрійські
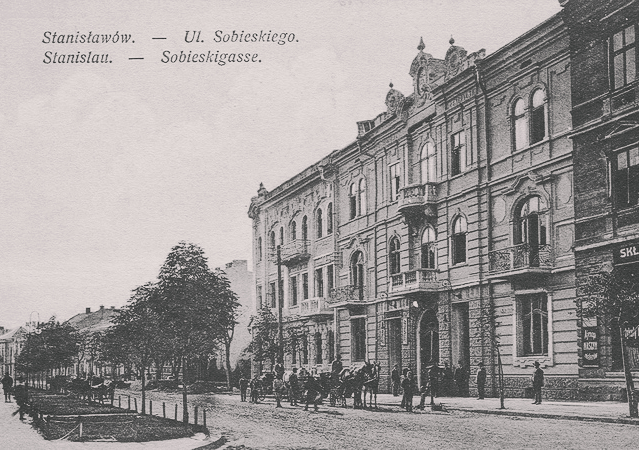
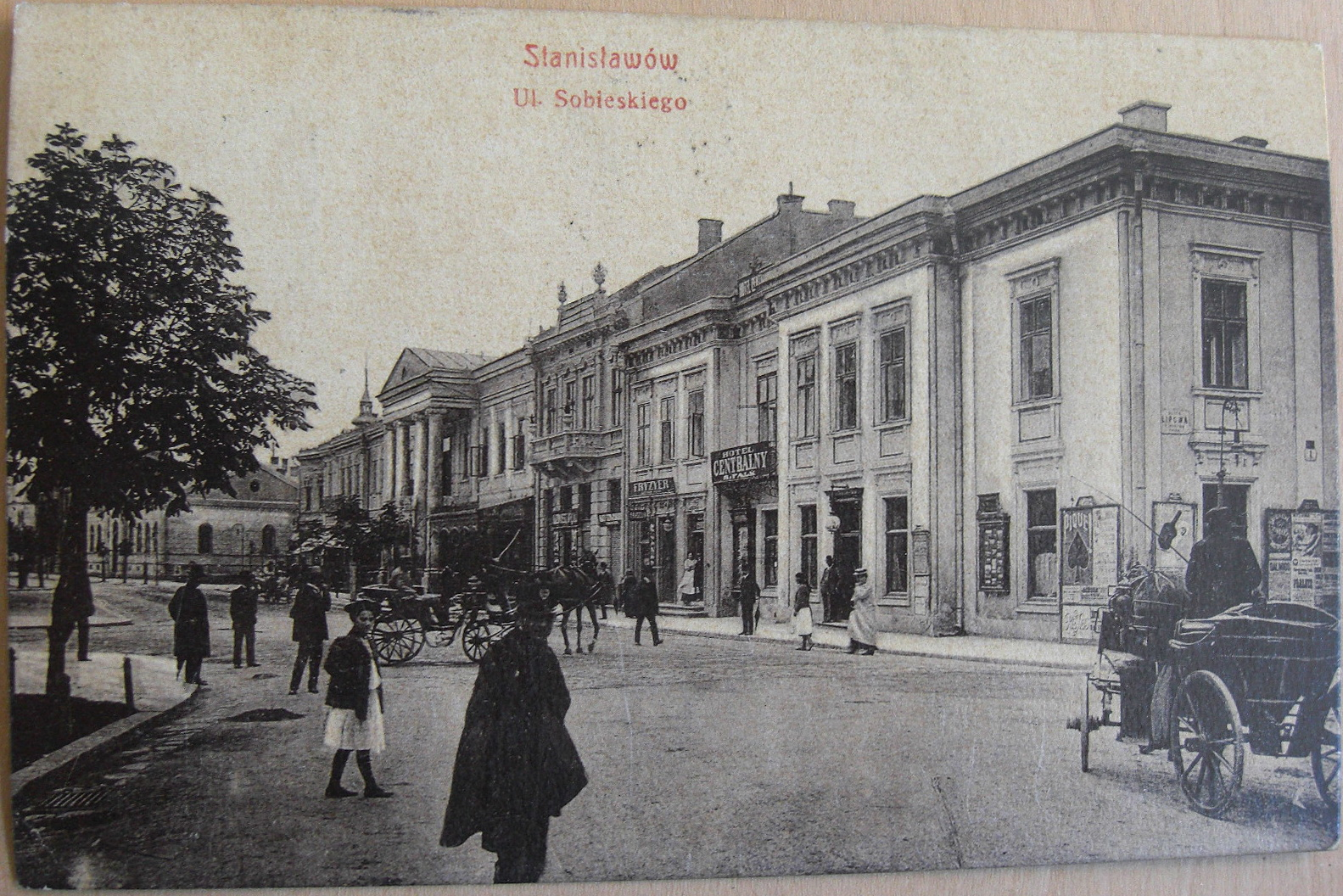

Тоді це був один з найкращих готелів міста Станіславова. Яскравим свідченням цього є той факт, що у червні того ж року до міста прибули намісник Галичини граф Анджей Потоцький, маршалок Галицького крайового сейму граф Станіслав Бадені та інші чиновники, які зупинилися саме у готелі «Центральному».
У січні 1912-го Кесслер продав готель Шимону Гюбнеру за 300 тисяч крон. Невдовзі сталася подія, яка сколихнула усе місто: в одному з номерів готелю було здійснено самогубство. Директор каси ощадності Кароль Піскож з власного револьвера пустив собі кулю у скроню. Ця подія неабияк зацікавила журналістів, які з'ясували, що причиною самогубства стали непорозуміння з податковою.
У березні 1914 року Гюбнер помінявся з Озіяшем Єгером і замість готелю отримав пасаж на Собеського,16. За нового власника готель процвітав. Родина Єгера володіла ним аж до радянської націоналізації. За радянської влади, готель було переіменовано у «Червону Зірку». З проголошенням Незалежності, військових у місті значно поменшало, а «червона» назва готелю багатьом муляла очі. Тому готель стали називати просто «Зіркою».
На початку XX століття заклад остаточно перестав існувати.

## Інтер'єр
«Має 36 елегантно умебльованих покоїв, розкішний вестибюль, широкі світлі сходи і коридори, газове освітлення, водопровід, ванни, телефон. На подвір'ї містяться великі стайні, що здатні вмістити кільканадцять пар коней, а також возівні» (газета «Кур'єр Станіславовський»).
На підлозі вестибюля плиткою викладені ініціали першого власника, а також дата побудови: «LK 1904». Цей надпис зберігся до сьогодні.

## Сучасний стан
За будинок йдуть майнові спори.[джерело?] Стан пам'ятки погіршується: фасад і центральна люкарна (надбудова на даху, що має вертикальне вікно і призначена для освітлення горища) потребують ремонту, на аттику зникли дві великі вази із кулями.

## Цікаві факти
Перше меню у Станіславові з'явилося в ресторані, який відкрився 1906-го року в готелі «Центральний». В той час власником ресторану був виходець із Кракова А. Лігенза. Відомо, що обід із 5 страв у цьому ресторані коштував 2 корони, а із 4 страв — 1,4 корони (середня зарплата на той час приблизно становила 100 корон).